# 邊城郡
边城郡，南北朝的郡。
- 北魏侨置边城郡，属霍州。治所在今安徽省六安市西南。霍州边城郡治麻步山[1]。麻埠镇在六安州西南九十里，即故麻步山[2]。后废。
- 南朝宋元嘉二十五年（448年）置边城县，置边城郡，属豫州。治所在今河南省商城县东。大明八年（464年）废，后复置。南齐时，边城郡从郢州属于豫州，下辖边城县、雩娄县、史水县、开化县。南梁时，邊城郡属于义州。侯景之乱后，邊城郡先后属于东魏、北齐、北周。隋文帝开皇三年（583年）废除边城郡，下辖茹由县并入光州乐安县。